# Luis Novaresio
Luis Esteban Novaresio(Rosario, 17 de abril de 1964) es un abogado  y periodista argentino.

## Trayectoria
Comenzó su carrera en Canal Tres Rosario a los 22 años. Luego se desempeñó en distintos medios de la ciudad de Rosario como FM Latina y Radio Río, hasta que en 1995 comenzó a conducir el programa 10 Puntos en Radio 2 AM 1230, todas las mañanas de 9 a 12.
Debido a un cambio en la programación de la emisora rosarina Radio 2, el programa conducido por Luis Novaresio culminó en diciembre de 2010.
En 2013 empezó a conducir Empezando el día por Radio La Red. Anterior a ello, estaba a cargo de El Puente por Radio 10. En televisión empezó su ciclo propio.
Durante varios años escribió en los diario Rosario/12, Crítica de la Argentina y Perfil, también fue columnista de información general en el programa de la televisión de Rosario.
En 2004 comenzó a colaborar en el programa Hora clave de Mariano Grondona y Pensando con Mariano Grondona (en Radio 10).
El domingo 8 de noviembre de 2009 comenzó Hoy domingo en Radio 10. Ese mismo día, en el programa de Mariano Grondona (Hora Clave), Novaresio tuvo un pensamiento diferente al del conductor sobre la extracción de sangre a los supuestos hijos/nietos de desaparecidos de Ernestina Herrera de Noble en una causa judicial que investigaba su identidad.

Novaresio estaba furioso y discutía enloquecido contra Fernanda Gil Lozano, una diputada de la Coalición Cívica. Él estaba a favor de la ley, y ella en contra. Y Grondona también en contra. Pero todo transcurría normalmente. Lo único que Novaresio estaba realmente sacado. Pero Grondona se mantenía impasible. Parecía respetar la opinión de su compañero de programa.
Flavia de la Fuente (periodista)

Desde ese día, el coconductor dejó de participar en Hora clave. La periodista Sandra Russo lo atribuye “haber hecho preguntas molestas a una diputada de la Coalición Cívica con respecto a la ley de ADN”. A De la Fuente no le quedó claro si el periodista renunció al programa o si Grondona lo echó.
A partir del 24 de enero de 2011, comenzó a conducir El Puente junto a Valeria Cavallo, licenciada en Ciencia Política.
El 31 de enero de 2011 comenzó a conducir junto a Débora Plager Sensación térmica, por C5N y junto a Paola Juárez, haciendo Política en vivo.
Desde el primer domingo de abril de 2011 comenzó a escribir la contratapa del diario El Ciudadano.
También condujo Alta Fidelidad en Radio 2 (de Rosario).
En enero de 2013 pasó a conducir Empezando el día en Radio la Red, ese año se incorporó a América 24 y conduce Parte de la razón  mientras escribe en Infobae y en La Capital de Rosario. Se desempeñó como panelista en el programa "Desayuno americano", por América TV, conducido por Pamela David.Además, conduce Empezando el día, por Radio La Red, AM 910.En 2016 comenzó su programa llamado Debo decir, emitido hasta enero de 2020 por América TV, programa que volvería a conducir en 2021.
En 2017 recibió el Premio Konex - Diploma al Mérito como uno de los cinco mejores periodistas radiales de la última década.
En octubre de 2017 y hasta diciembre de 2019 condujo un ciclo de entrevistas en A24, Luis Novaresio Entrevista, por el que recibió dos Premios Tato y fue nominado al Martín Fierro. Durante todo el 2020 condujo Animales sueltos, reemplazando a Alejandro Fantino. En 2021 condujo "El Noticiero A24" por A24 tras la salida de Eduardo Feinmann. 
En 2022, tras anunciar un retiro de la tele, recibió la oferta de LN+ y condujo un programa por las mañanas de 10 a 13 y volvió con las entrevistas en LNE. 
En 2025 regresó a A24 para conducir Buen dia A24, en el msimo horario que su antiguo programa en La Nación.

## Vida personal
En septiembre de 2019, se declaró públicamente homosexual y confirmó su relación con Braulio Bauab, un empresario inmobiliario, por medio de su cuenta de Instagram.

## Premios y nominaciones
| Premios Martín Fierro | Premios Martín Fierro                            | Premios Martín Fierro | Premios Martín Fierro | Premios Martín Fierro |
| Año                   | Categoría                                        | Trabajo Nominado      | Resultado             | Ref.                  |
| --------------------- | ------------------------------------------------ | --------------------- | --------------------- | --------------------- |
| 2016                  | Mejor labor periodística masculina de televisión | Desayuno americano    | Nominado              | [ 14 ]                |
| 2016                  | Mejor programa periodístico matutino en AM       | Empezando el día      | Nominado              | [ 15 ]                |
| 2017                  | Mejor labor periodística masculina de televisión | Desayuno americano    | Ganador               | [ 16 ]                |
| 2017                  | Premio Martín Fierro de Oro de Radio             | Novaresio 910         | Ganador               | [ 17 ]                |
| 2017                  | Mejor programa periodístico matutino en AM       | Novaresio 910         | Ganador               | [ 17 ]                |
| 2019                  | Mejor programa periodístico matutino en AM       | Novaresio 910         | Ganador               |                       |

| Premios Martín Fierro de Cable | Premios Martín Fierro de Cable    | Premios Martín Fierro de Cable | Premios Martín Fierro de Cable | Premios Martín Fierro de Cable |
| Año                            | Categoría                         | Trabajo Nominado               | Resultado                      | Ref.                           |
| ------------------------------ | --------------------------------- | ------------------------------ | ------------------------------ | ------------------------------ |
| 2018                           | Mejor programa periodístico       | Luís Novaresio Entrevista      | Nominado                       | [ 18 ]                         |
| 2019                           | Mejor programa periodístico       | Luís Novaresio Entrevista      | Ganador                        | [ 19 ]                         |
| 2019                           | Mejor conducción masculina        | Luís Novaresio Entrevista      | Ganador                        | [ 19 ]                         |
| 2024                           | Mejor conducción masculina (2022) | + Entrevistas                  | Ganador                        | [ 20 ]                         |

| Premios Tato | Premios Tato                        | Premios Tato              | Premios Tato | Premios Tato  |
| Año          | Categoría                           | Trabajo Nominado          | Resultado    | Ref.          |
| ------------ | ----------------------------------- | ------------------------- | ------------ | ------------- |
| 2015         | Mejor labor periodística            | Desayuno americano        | Ganador      | [ 21 ]        |
| 2016         | Mejor conducción periodística       | Debo decir                | Nominado     | [ 22 ]        |
| 2016         | Mejor labor periodística            | Desayuno americano        | Nominado     | [ 22 ]        |
| 2017         | Mejor conducción periodística       | Debo decir                | Nominado     | [ 23 ] [ 24 ] |
| 2017         | Mejor programa periodístico - Cable | Luís Novaresio Entrevista | Ganador      |               |
| 2017         | Mejor conducción masculina - Cable  | Luís Novaresio Entrevista | Ganador      |               |